# Liste von Persönlichkeiten der Stadt Ellwangen
Diese Liste von Persönlichkeiten der Stadt Ellwangen zeigt die Ehrenbürger, Söhne und Töchter der Stadt Ellwangen (Jagst), sowie weitere Persönlichkeiten, die mit Ellwangen verbunden sind. Die Liste erhebt keinen Anspruch auf Vollständigkeit. 

## Ehrenbürger
Die Stadt Ellwangen verlieh folgenden Personen das Ehrenbürgerrecht:
- 1898: Friedrich von Landauer, Jurist und Politiker
- 1913: Albert von Häberlen, Regierungspräsident des Jagstkreises
- 1928: Karl Ettensperger, Bürgermeister
- 1961: Karl Färber, Publizist
- 1964: Viktor Burr, Historiker
- 1982: Karl Wöhr, Oberbürgermeister
- 1997: Josef Merz, Gemeinderat und Fraktionsvorsitzender der CDU

## In Ellwangen geborene Persönlichkeiten

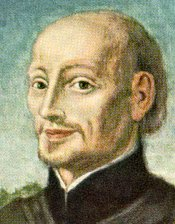
Pater Philipp Jeningen

Sieger Köder

### Bis 1900

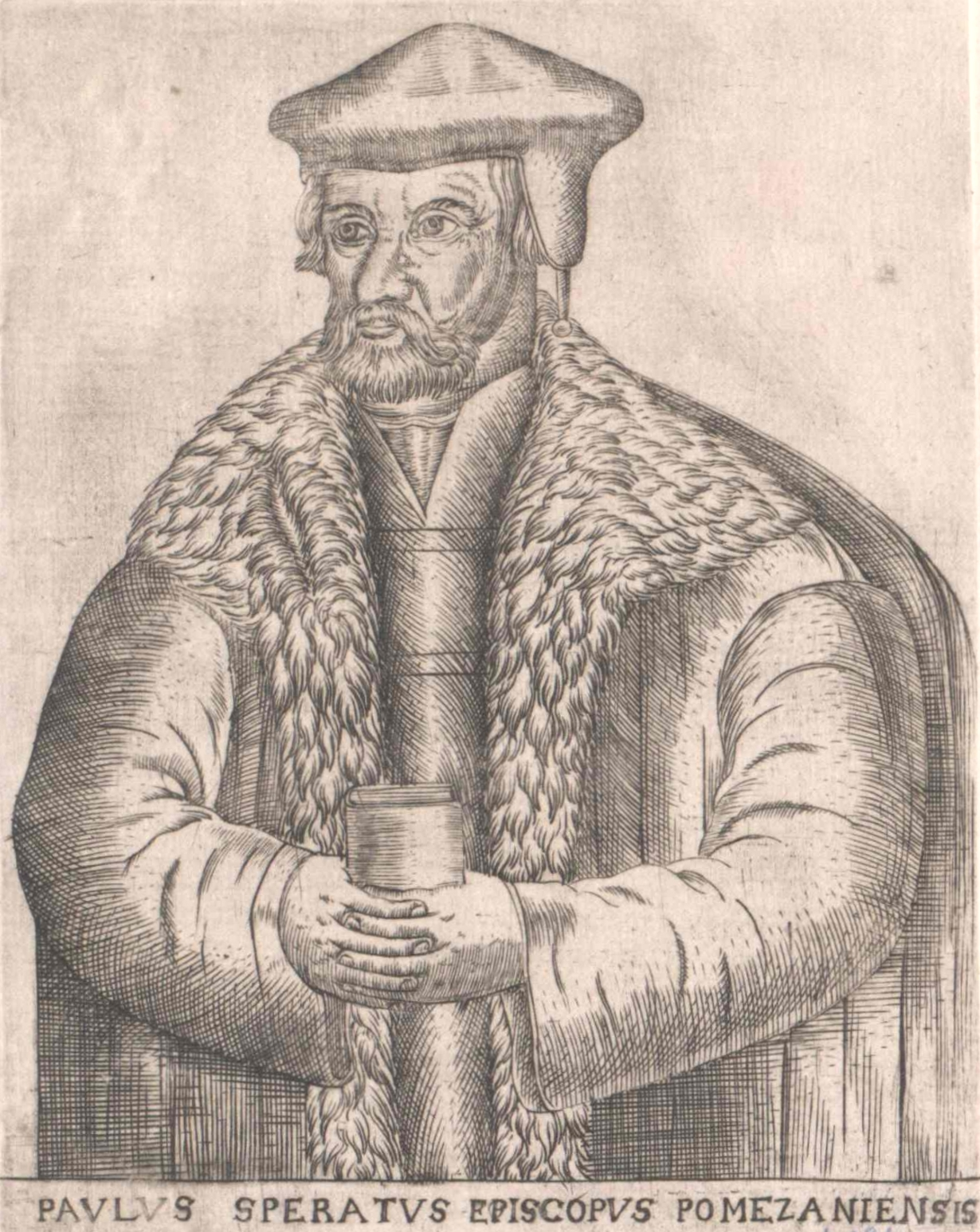
Paul Speratus

- Ulrich von Ahelfingen (1278–1339), Ellwanger Ministerialer, entstammte einer der ältesten alamannischen Siedlungsfamilien
- Paul Speratus (1484–1551), römisch-katholischer Priester, Reformator und Liederdichter
- Elisabeth Fürst, die Mundistin genannt († 1588), Hebamme; wurde als Hexe verbrannt
- Paul Goldstainer († 1590), Bürgermeister von Schwäbisch Gmünd und Verfasser der Gmünder Chronik
- Dorothea Berchtold († 22. Dezember 1611), Schwester des Pfarrers Eberhard Berchtold (der angeklagte Hexen betreute und zu der Überzeugung gelangte, dass sie unschuldig waren); wurde nach einem Hexenprozess hingerichtet
- Servilian Weihelin (Veihelin) (1611–1675), Jesuit und Theologe
- Johann Georg Paulus (1678–um 1732), Bildhauer
- Benedikta Grasmaier (1688–1775), Zisterzienserin, Äbtissin von Lichtenthal
- Johann Sebastian von Drey (1777–1853), römisch-katholischer Theologe und Professor für Apologetik und Dogmatik an der Universität in Ellwangen und ab deren Verlegung 1817 in Tübingen und Begründer der römisch-katholischen „Tübinger Schule“
- Franz Joseph Werfer (1778–1823), Oberamtsarzt und Autor einer medizinischen Landesbeschreibung
- Joseph Ignaz von Beroldingen (1780–1868), Staatsminister und Generalmajor in Stuttgart
- Benedikt Alois Pflanz (1797–1844), Geistlicher, Theologe, Gymnasiallehrer und Politiker
- Joseph Jacob Bollinger (1803–1884), gründete zusammen mit dem Admiral Comte de Villermont und Paul Renaudin 1829 das französische Champagnerhaus Renaudin-Bollinger
- Friedrich von Camerer (1803–1863), Richter und Politiker
- Carl Friedrich von Leypold (1809–1882), württembergischer Oberamtmann
- Ignaz Schuster (1813–1869), Geistlicher und Katechetiker
- Ernst von Geßler (1818–1884), Regierungsrat, von 1864 bis 1870 württembergischer Innenminister, Landtagsabgeordneter
- Patrizius Wittmann (1818–1883), römisch-katholischer Theologe und Historiker
- Josef Anton Pflanz (1819–1883), Schriftsteller und Lehrer
- Christian Friedrich Lechler (1820–1877), Apotheker und Lackfabrikant
- Hermann von Werner (1821–1890), Landtags- und Reichstagsabgeordneter
- Theodor von Gessler (1824–1886), Jurist und Politiker
- Rudolf Bucher (1826–1889), Jurist und Politiker
- Karl von Streich (1826–1917), Richter und Reichstagsabgeordneter
- Karl Ludwig Schall (1827–1909), Jurist, Landtagsabgeordneter
- Friedrich Ludwig von Geß (1828–1905), Reichsgerichtsrat, Landtagsabgeordneter
- Theodor von Weizsäcker (1830–1911), Politiker, Beamter
- Oskar Freiherr von Soden (1831–1906), württembergischer Gesandter
- Friedrich Ludwig Gaupp (1832–1901), Jurist, Professor, Reichstagsabgeordneter
- Alfred Klemm (1840–1897), evangelisch-lutherischer Pfarrer und Heimatforscher in Württemberg
- Wilhelm Jordan (1842–1899), Geodät und Mathematiker
- Karl von Göz (1844–1915), Rechtswissenschaftler und Politiker
- Julie Textor (1848–1923), Malerin
- Anton Mezger (1851–1914), württembergischer Oberamtmann
- Karl von Cronmüller (1853–1920), Politiker
- Eduard Quintenz (1853–1935), württembergischer Oberamtmann
- Heinrich von Mosthaf (1854–1933), Jurist, Verwaltungsbeamter und Politiker
- Friedrich Zorer (1855–1935), württembergischer Oberamtmann
- Josef Schöller (1859–1920), Oberamtmann
- Johannes Greiner (1862–1927), Historiker und Archivar
- Sebastian Merkle (1862–1945), römisch-katholischer Theologe und Kirchenhistoriker
- Hermann Rieger (1863–1933), württembergischer Oberamtmann
- Hermann Röcker (1863–1934), Jurist
- Victor Streich (1863–1905), Geologe, Forschungsreisender
- Julius Baumann (1868–1932), Politiker, Landtagsabgeordneter
- Max Schermann (1873–1929), Politiker
- Emma Hauck (1878–1920), Art-brut-Künstlerin
- Martin Mayer (1878–1925), Architekt
- Theodor Franz Joseph Schermann (1878–1922), katholischer Kirchenhistoriker
- Joseph Zeller (1878–1929), katholischer Pfarrer, Kirchenhistoriker
- Anton Hauber (1879–1917), Historiker und Orientalist
- Walter Hirzel (1881–1943), Politiker und Verwaltungsjurist
- Paul Koenig (1881–1954), Apotheker und Agrarwissenschaftler, Tabakforscher und Institutsgründer
- Karl Stirner (1882–1943), Maler und Poet, der 1913 durch seine Illustrationen zu Mörikes Stuttgarter Hutzelmännlein bekannt wurde
- Heinrich Eberhard (1884–1973), Maler
- Karl Färber (1888–1979), Redakteur, Publizist und Mitglied des „Reinhold-Schneider-Kreises“ römisch-katholischer Intellektueller im Dritten Reich
- Richard Heine (1890–1991), Arzt und Kommunalpolitiker
- Eugen Locher (1890–1946), Rechtswissenschaftler
- Theodor Schweitzer (1894–1973), Unternehmer und Manager
- Josef Heine (1895–1966), Pathologe und Hochschullehrer
- Hermann Cuhorst (1899–1991), Jurist im Dritten Reich und Vorsitzender des Sondergerichts Stuttgart
- Felix Buttersack (1900–1986), Journalist und Gründer des Münchner Merkur

### Ab 1901

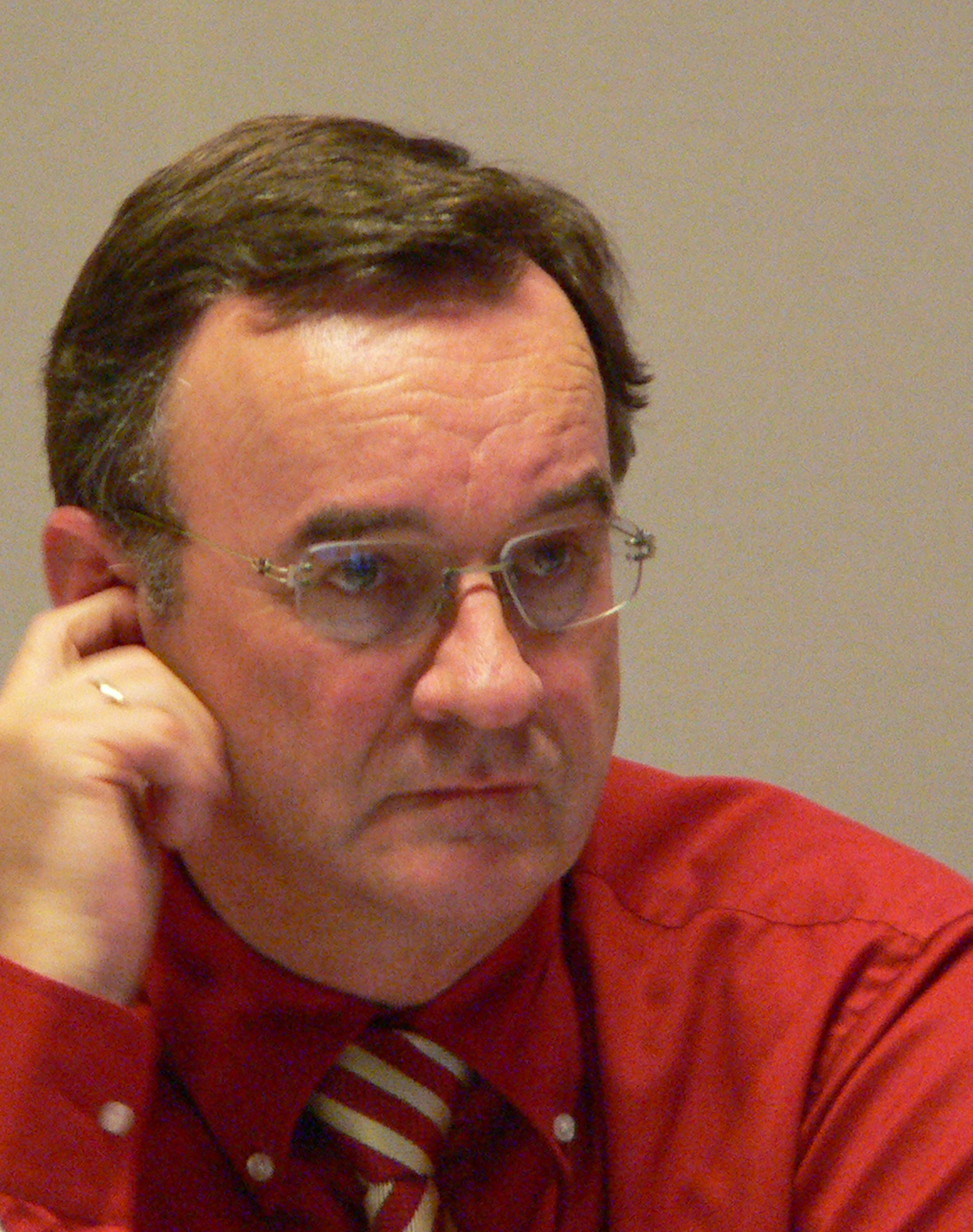
Bernhard Hermann

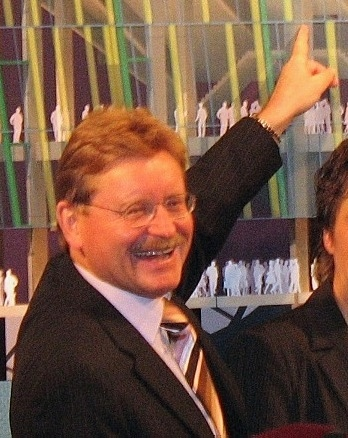
Paul Wengert

- Werner Bosch (1901–1970), Wirtschaftswissenschaftler und Hochschullehrer
- Viktor Burr (1906–1975), Althistoriker und Bibliothekar
- Helmut Esdar (1908–1982), Maler und Bildhauer
- Friedrich Haug (1908–2004), von 1957 bis 1974 Richter am Bundessozialgericht
- Elisabeth Schachinger (1909–1998), Malerin, Illustratorin und Metallbildnerin
- Hermann Fauser (1918–nach 1992), Ingenieur, Montanwissenschaftler und Hochschullehrer an der RWTH Aachen
- Bruno Bushart (1919–2012), Kunsthistoriker, Hochschullehrer und langjähriger Direktor der Städtischen Kunstsammlungen von Augsburg
- Ludwig Manz (1920–1990), Bildhauer und Restaurator
- Philipp Jenninger (1932–2018), Bundestagspräsident von 1984 bis 1988
- Karlmann Geiß (1935–2025), von 1996 bis 2000 Präsident des Bundesgerichtshofs
- Dieter Vogellehner (1937–2002), Botaniker, Paläontologe und Hochschullehrer
- Manfred Naegele (1939–2024), Journalist, Regisseur, Galerist, Filmschaffender und Fernsehredakteur
- Wolfgang Benz (* 1941), Historiker und 1990–2011 Leiter des Zentrums für Antisemitismusforschung der TU Berlin
- Emil Kammerer (* 1941), Professor für Kinder- und Jugendpsychiatrie
- Fred Rai (1941–2015), bürgerlich Manfred Raible, Reiter, Reitlehrer, Pferdepsychologe, Autor, Country-Sänger und Freizeitparkgründer
- Karl Stetter (* 1941), römisch-katholischer Geistlicher, Altbischof von San Ignacio de Velasco in Bolivien
- Willibald Bezler (1942–2018), Kirchenmusiker, Hochschullehrer und Komponist
- Norbert Lang (* 1942), Soziologe und Hochschullehrer
- Bernardin Schellenberger (* 1944), römisch-katholischer Theologe, ehemaliger Ordensmann  und Schriftsteller
- Georg Fuchs (* 1945), Mikrobiologe und Hochschullehrer
- Georg Kremnitz (* 1945), Romanist, Soziolinguist und Hochschullehrer
- Michael Jürgs (1945–2019), Journalist und Bestsellerautor
- Albert Maier (* 1948), Kunst- und Antiquitätenhändler in Ellwangen
- Bernhard Hermann (* 1949), Hörfunk- und Fernsehjournalist
- Hariolf Grupp (1950–2009), Wirtschaftswissenschaftler und Hochschullehrer
- Josef K. Müller (* 1951), Zoologe und Hochschullehrer
- Rudolf Kurz (* 1952), Maler und Bildhauer
- Paul Wengert (* 1952), von 2002 bis 2008 Oberbürgermeister der Stadt Augsburg
- Karl-Christoph Kuhn (* 1953), römisch-katholischer Theologe
- Josef Lutz (* 1954), Physiker, Elektrotechniker und Hochschullehrer
- Dietmar Grupp (* 1956), Richter am Bundesgerichtshof
- Michael Hummel (* 1956), Hämatopathologe, Molekularbiologe und Hochschullehrer
- Irme Stetter-Karp (* 1956), Sozialwissenschaftlerin
- Karl-Heinz Stanzel (* 1958), Altphilologe
- Bernd Grimm (* 1962), Diplom-Designer, Architekturmodellbauer und Künstler
- Beate Rothmaier (* 1962), Schriftstellerin
- Thomas Geisel (* 1963), Politiker (SPD), 2014–2020 Oberbürgermeister von Düsseldorf
- Johannes Mayr (* 1963), Organist
- Franz Brendle (* 1964), Historiker und Hochschullehrer
- Jörg Gerkrath (* 1964), Rechtswissenschaftler
- Markus Kenntner (*  1965), Richter am Bundesverwaltungsgericht
- Winfried Mack (* 1965), Abgeordneter im baden-württembergischen Landtag
- Gina Mayer (* 1965), Schriftstellerin
- Egon Riedel (* 1966), Komponist und Musikproduzent
- Norbert Zeidler (* 1967), Oberbürgermeister von Biberach an der Riß
- Jürgen Wieser (* 1969), Langstreckenläufer
- Ansgar Mayer (* 1972), Journalist
- Jens Rommel (* 1972), Jurist, Richter am Bundesgerichtshof
- Simone Kucher (* 1973), Theater- und Hörspielautorin
- Henrik Otto (* 1976), Präses des Bundes Freier evangelischer Gemeinden in Deutschland
- Ralf Waldner, deutscher Cembalist und Hochschullehrer
- Torsten Hoffmann (* 1977), Schauspieler, Sprecher und Moderator
- Denis Bindnagel (* 1979), Fußballspieler beim SV Sandhausen
- Michael Dambacher (* 1979), Oberbürgermeister von Ellwangen
- Philipp S. Fischinger (* 1979), Rechtswissenschaftler und Hochschullehrer
- Katharina Heyer (* 1983), Schauspielerin
- Daniel Dörrer (* 1984), Kickboxer
- Amelie Köder (* 1989), Schauspielerin, Sängerin, Sprecherin
- Michael Schindele (* 1994), Fußballspieler beim 1. FC Kaiserslautern

## Sonstige mit Ellwangen in Verbindung stehende Persönlichkeiten
- Method von Saloniki (um 815–885), griechischer Bischof und Heiliger des 9. Jahrhunderts, gemeinsam mit seinem Bruder Kyrill von Saloniki als „Apostel der Slawen“ bekannt, von 870 bis 873 in Ellwangen inhaftiert[1]
- Ignatius Desiderius von Peutingen (1641–1718), Stiftsdekan, Gründer des Ellwanger Jesuitenkollegiums
- Philipp Jeningen (1642–1704), Jesuit, Volksmissionar und Mystiker
- Franz Georg von Schönborn (1682–1756), Fürstpropst von Ellwangen von 1732 bis 1756
- Jan Zach (1713–1773), tschechischer Komponist
- Johann Joseph Gaßner (1727–1779), österreichischer Exorzist
- Johann Melchior Dreyer (1747–1824), Kirchenmusiker und Komponist in Ellwangen
- Josef Wagner (1764–1816), römisch-katholischer Geistlicher
- Josef Alois von Frölich (1766–1841), Arzt, Botaniker, Entomologe, Naturforscher, katholischer Laienbruder und württembergischer Hofmedizinalrat
- Aloys Wagner (1771–1837), Generalvikar Neuwürttembergs und Domkapitular in Ellwangen
- Isaak Hess (1789–1866), Buchhändler und Antiquar
- Ludwig Lutz (1820–1889), Flaschnermeister und Fabrikant von Blechspielwaren
- Anton Nägele (1876–1947), Historiker und Theologe
- Hermann Weller (1878–1956), neulateinischer Dichter und Indologe, von 1913 bis 1931 Lehrer am Ellwanger Gymnasium, danach Professor für Indologie an der Universität Tübingen
- Eugen Bolz (1881–1945), Vertreter des Wahlkreises Ellwangen/Aalen als Abgeordneter im Deutschen Reichstag
- Karl Allmendinger (1891–1965), General der Infanterie im Zweiten Weltkrieg
- Roman von Procházka (1900–1990), Jurist und Genealoge, lebte zeitweilig in Ellwangen
- Erich Pörner (1907–1982), Maler, lebte und arbeitete in Ellwangen
- Sieger Köder (1925–2015), Priester und Künstler, lebte und arbeitete seit 1995 in Ellwangen
- Manfred Abelein (1930–2008), Politiker (CDU), Jurist, Lehrstuhlinhaber und Bergsteiger, ab 1965 war er Mitglied des Deutschen Bundestages, lebte und starb in Ellwangen
- Eugen Volz (1932–2019), Jurist und Politiker, lebte die letzten Jahre bis zu seinem Tod in Ellwangen
- Christoph Keller (1940–2015), Theologe, wuchs in Ellwangen auf
- Horst Köhler (1943–2025), Bundespräsident der Bundesrepublik Deutschland (2004–2010), diente in den 1960er Jahren zwei Jahre als Zeitsoldat bei einem Panzergrenadierbataillon in Ellwangen und ging als Leutnant der Reserve ab
- Berthold Huber (* 1950), Vorsitzender der IG Metall, lebte von 1961 bis 1963 als Internatsschüler in Ellwangen und besuchte das Peutinger-Gymnasium
- Lothar Kuld (* 1950), Professor für Religionspädagogik an der PH Weingarten, war Lehrer am Peutinger-Gymnasium
- Eberhard Schockenhoff (1953–2020), Professor für Moraltheologie in Freiburg im Breisgau und Mitglied des Nationalen Ethikrates, war praktischer Seelsorger und Vikar in Ellwangen